# Elytrimitatrix pseudosimplex
Elytrimitatrix pseudosimplex là một loài bọ cánh cứng trong họ Cerambycidae.